# 约翰·江珀
约翰·迈克尔·江珀（英語：John Michael Jumper，1985年—），美国人，Google DeepMind技术公司高级研究科学家。江珀所在团队开发出人工智能模型AlphaFold，通过蛋白质的氨基酸序列预测他们的结构，精准度较高。该团队计划公开1亿种蛋白质结构。2024年，江珀因预测蛋白质折叠获得诺贝尔化学奖。

## 生平
江珀于2017年获得芝加哥大学哲學博士，其博士论文研究使用机器学习模拟蛋白质折叠及动力学，导师为托宾·R·索斯尼克（Tobin R. Sosnick）和卡尔·弗里德。江珀也获得剑桥大学理论凝聚态物理哲學碩士，在剑桥大学圣埃德蒙学院就读期间获得馬歇爾獎學金。此外他也是范德堡大学物理学与数学理學學士。

## 研究成果
江珀主要研究蛋白质结构预测算法。在Google DeepMind工作期间，他与同事们研究了预测蛋白质结构的深度学习算法AlphaFold。

## 奖项
- 2020年：蛋白质结构预测技术关键测试（CASP）竞赛冠军（AlphaFold团队）
- 2021年：BBVA基金会知识前沿奖（英语：BBVA Foundation Frontiers of Knowledge Award）[14]
- 2021年：自然科學十人榜单[7]
- 2022年：威利奖[15]
- 2023年：生命科学突破奖[16]
- 2023年：盖尔德纳国际奖[17]
- 2023年：拉斯克基礎醫學研究獎[18]
- 2024年：诺贝尔化学奖[9][10]